# Czerniachów (obwód rówieński)
Czerniachów (ukr. Черняхів, Czerniachiw) – wieś na Ukrainie, w obwodzie rówieńskim, w rejonie rówieńskim.
Do 2020 roku w rejonie ostrogskim.

## Historia
Dawniej wieś należała do dóbr książąt Ostrogskich. Aleksander Ostrogski podarował wieś swojemu dworzaninowi Wojnarowskiemu, od którego w 1838 r. przeszła w ręce Julii Krzyżanowskiej. Pod koniec XIX w. wieś położona w powiecie ostrogskim.